# Гец, Лев Львович
Лев Львович Гец (укр. Лев Львович Ґец, пол. Leon Getz; 13 апреля 1896, Лемберг, Австрийская империя — 16 декабря 1971, Краков, Польша) — украинский  художник, график, педагог. Один из видных представителей украинской интеллигенции периода Польской республики (1918—1939) и ПНР.

## Биография
Лев Гец родился 13 апреля 1896 года в городе Львове (тогда Лемберге) Австро-Венгрия в смешанной украинско-польской семье. Окончил львовское художественно-промышленное училище.
Участник Первой мировой войны в составе украинских сечевых стрельцов Австро-Венгерской армии. Затем принимал участие в польско-украинской войне (1918—1919). Попал в плен и до осени 1919 находился в лагере для военнопленных в Кракове-Домбье.
После освобождения с 1919 по 1924 года Лев Львович Гец обучался в Краковской академии искусств. После её окончания, работал учителем рисования в гимназии города Санок. Среди его учеников был будущий поэт Богдан-Игорь Антонич.
В Саноке вёл активную общественную деятельность, направленную на сохранение и развитие культурного наследия лемков. Организатор и директор общества «Лемківщина» и музей с таким же названием (1930—1944). Коллекцию музею комплектовал сборами предметов быта, техники, произведениями лемковского иконописания, народных промыслов и искусства, документами и рукописями.
После окончания второй мировой войны жил в Кракове.
В 1950—1958 — профессор, преподаватель рисунка в Краковской академии искусств.
Лев Львович Гец умер 16 декабря 1971 года в Кракове и был похоронен на Раковицком кладбище в Кракове.

## Творчество
Автор более 3500 рисунков, акварелей, пейзажей, жанровых картин и портретов. Из них 150 картин и 15 гравюр посвящены Лемковщине, в том числе
- Нужда (1928),
- Водонос (1930),
- портрет Л. Украинки,
- портрет А. Новакивского и др.